# Obrima cymbae
Obrima cymbae là một loài bướm đêm trong họ Erebidae.